# Cheswick
Cheswick és una població dels Estats Units a l'estat de Pennsilvània. Segons el cens del 2000 tenia 1.899 habitants.

## Demografia
Segons el cens del 2000, Cheswick tenia 1.899 habitants, 853 habitatges, i 590 famílies. La densitat de població era de 1.527,5 habitants per quilòmetre quadrat.
Dels 853 habitatges en un 21,7% hi vivien nens de menys de 18 anys, en un 56% hi vivien parelles casades, en un 9,6% dones solteres, i en un 30,8% no eren unitats familiars. En el 28,4% dels habitatges hi vivien persones soles el 17,2% de les quals corresponia a persones de 65 anys o més que vivien soles. El nombre mitjà de persones vivint en cada habitatge era de 2,22 i el nombre mitjà de persones que vivien en cada família era de 2,71.
Per edats la població es repartia de la següent manera: un 17% tenia menys de 18 anys, un 4,7% entre 18 i 24, un 24,8% entre 25 i 44, un 26,5% de 45 a 60 i un 27% 65 anys o més.
L'edat mediana era de 47 anys. Per cada 100 dones de 18 o més anys hi havia 82 homes.
La renda mediana per habitatge era de 40.625 $ i la renda mediana per família de 47.019 $. Els homes tenien una renda mediana de 37.188 $ mentre que les dones 30.000 $. La renda per capita de la població era de 22.982 $. Entorn del 2,8% de les famílies i el 3,7% de la població estaven per davall del llindar de pobresa.

## Poblacions més properes
El següent diagrama mostra les poblacions més properes.